# Ngụy Bác quân tiết độ sứ
Ngụy Bác quân tiết độ sứ hay Thiên Hùng quân tiết độ sứ (763 - 915), là một phiên trấn tồn tại dưới thời trung và hậu kì nhà Đường trong lịch sử Trung Quốc, có trị sở đặt tại vùng Ngụy châu, tức Hàm Đan, Hà Bắc hiện nay. Ngay từ khi thành lập, đất Ngụy Bác đã bán li khai với chính quyền trung ương nhà Đường; các đời Tiết độ sứ giữ lệ cha truyền con nối, cùng với hai trấn khác là Thành Đức, Lữ Long gọi chung là Hà Bắc tam trấn. Trấn Ngụy Bác trải qua các "triều đại" họ Điền (763-812), Điền (812-822), Sử (822-829), Hà (829-870), Hàn (870-883), Nhạc (883-888), La (888-912). Cuối thời Đường, Tiết độ sứ La Thiệu Uy quy thuận Hậu Lương Chu Toàn Trung, trấn Ngụy Bác đổi tên là Thiên Hùng (904); cuối cùng quy phục Tấn, tiền thân của Hậu Đường.

## Thành lập và chiến dịch Tương - Vệ
Tiết độ sứ đầu tiên của Ngụy Bác là Điền Thừa Tự (705 - 779). Gia tộc họ Điền xuất thân từ Bình châu, nhiều thế hệ phục vụ cho triều đình nhà Đường. Khi loạn An Sử nổ ra, Điền Thừa Tự phục vụ cho chính quyền Yên. Năm 763, khi nhà Đường trung hưng, chính quyền Yên đứng trên bờ vực của sự diệt vong, Điền Thừa Tự dâng đất Mạc Châu đầu hàng triều đình, bắt hoàng thái hậu, hoàng hậu cùng các con của vua Yên Sử Triều Nghĩa nộp cho nhà Đường. Không lâu sau loạn An Sử kết thúc.
Đường Đại Tông do thấy đất nước loạn lạc đã lâu, nên theo lời sàm tấu của Phốc Cố Hoài Ân, không hỏi gì đến tội của các tướng cũ Đại Yên đã quy hàng, vẫn cho họ trấn nhậm ở những châu quận Hà Bắc. Đó là các tướng Điền Thừa Tự cùng Lý Bảo Thần (nguyên tên là Trương Trung Chí), Tiết Tung. Điền Thừa Tự được nhà Đường phong làm Tiết độ sứ Ngụy Bác, lãnh thổ ban đầu gồm ngũ châu Ngụy, Đức, Bác, Doanh, Thương.
Điền Thừa Tự ở Ngụy Bác, tuy bên ngoài vẫn nhận lệnh triều đình, nhưng bên trong ngấm ngầm tập hợp lực lượng, mưu đồ li khai. Ông sắm sửa quân khí, chiêu tập binh mã, xét hộ khắc, bắt đinh tráng vào lính, chỉ trong vài năm đã có hơn 100.000 quân, trong đó lại tuyển ra những trai tráng khỏe mạnh nhất khoảng 10.000 người làm nha binh có nhiệm vụ bảo vệ cho mình. Còn tự bổ dụng quan lại trong lãnh địa, hộ khẩu không báo lên triều, thuế má không nộp cho triều đình, tuy xưng là phiên thần nhưng đã không còn giữ lễ bề tôi. Mấy năm tiếp theo, Điền Thừa Tự còn cho xây miếu thờ bốn hoàng đế của Ngụy Yên, vua Đại Tông thuyết phục ông xóa bỏ miếu đó, ông nghe theo. Triều đình nhà Đường chẳng biết làm gì, lấy việc đó coi như Thừa Tự lập công và phong cho ông tước quận vương.
Năm 773, Tiết độ sứ Chiêu Nghĩa Tiết Tung qua đời. người em là Tiết Ế tự lập lên thay. Nhân đó, tháng 1 năm 775, Điền Thừa Tự dụ tướng lại ở đấy làm phản. Được Thừa Tự khuyến khích, tướng Bùi Chí Thanh đuổi Ế rồi đi theo Thừa Tự. Thừa Tự lại đưa quân thân tín tiến công vào Tương châu và Bôn châu thuộc trấn Chiêu Nghĩa, giả xưng là ứng cứu. Đại Tông sai sứ đến bảo Thừa Tự không nên gây chiến nhưng Thừa Tự không nghe, còn sai tấn công các châu Bôn, Vệ, Tương..., chiếm được ba vùng Cứ, Tương, Vệ. Trấn Ngụy Bác khi đó được mở rộng lên thành chín châu: Ngụy, Bối, Bác, Tương, Vệ, Thiền, Thương, Bôn, Từ; đây là lúc lãnh địa Ngụy Bác mở rộng tới cực đại.
Do có mâu thuẫn từ trước nên vào năm 775, hai Tiết độ sứ Lý Bảo Thần ở Thành Đức và Lý Chánh Kỉ ở Tri Thanh dâng biểu xin thảo phạt Ngụy Bác, được triều đình ủng hộ. Điền Thừa Tự dùng kế li gián, dâng Thương châu cho Lý Bảo Thần và đề nghị cùng tấn công Chu Thao ở Phạm Dương song không thành công. Thấy Lý Bảo Thần lại liên minh với Điền Thừa Tự, nên nhà Đường buộc phải xá tội cho ông. Chiến dịch kết thúc, tuy Điền Thừa Tự mất đi 2 châu Từ, Thương nhưng đã khẳng định sự độc lập với chính quyền trung ương. Năm 776, Tiết độ sứ Biện Tống Điền Thần Ngọc hoăng,, tướng dưới quyền Lý Linh Diệu tự xưng là Tiết độ sứ kế nhiệm mà không có sự chấp thuận của triều đình. Điền Thừa Tự sai Điền Duyệt đem quân đến giúp đỡ Lý Linh Diệu nhưng cuối cùng thất bại.

## Tứ trấn chi loạn
Điền Thừa Tự có nhiều con trai nhưng lại yêu thích người cháu Điền Duyệt. Năm 779, Điền Thừa Tự qua đời, di mệnh cho Điền Duyệt lên kế nhiệm. Do sự thuyết phục của Lý Bảo Thần, triều đình nhà Đường chấp nhận công nhận ngôi vị của Điền Duyệt.
Mùa xuân năm 781, Lý Bảo Thần hoăng, con là Lý Duy Nhạc tự lĩnh quân vụ ở Thành Đức, triều đình không công nhận. Điền Duyệt nhiều lần xin triều đình ban tinh tiết cho Duy Nhạc, nhưng cũng không được. Lý Chánh Kỉ ở Tri Thanh hoăng, con là Lý Nạp cũng không được công nhận, nên lại liên kết với Điền Duyệt, ngoài ra còn có tiết độ sứ Sơn Nam Đông Đạo. Bốn trấn tập hợp binh mã, chuẩn bị chống lại triều đình. Ông sai Mạnh Hựu đem 5000 quân cứu Triệu, bản thân ông đích thân cầm quân tấn công vào hai châu thuộc trấn Chiêu Nghĩa là Hình, Từ. Các tướng gồm Tiết độ sứ Hà Đông Mã Toại và tiết độ sứ Chiêu Nghĩa Lý Bão Chân cùng tướng chỉ huy quân Thần Sách Lý Thịnh đem quân giải vây cho ha châu, giết Dương Triều Quang và đánh bại quân Điền Duyệt một trận lớn, giết 10.000 quân Ngụy. Tại miền nam, Lương Sùng Nghĩa bị quân Hoài Tây giết chết.
Mùa xuân năm 782, liên quân Ngụy Bác-Tri Thanh gồm 30.000 người giao chiến với quân triều đình do Lý Thịnh, Lý Bão Chân và Tiết độ sứ Hà Dương Lý Giao chỉ huy ở Hoàn Thủy và bị đánh cho tan tác; 20.000 quân bị giết. Điền Duyệt đem tàn binh chỉ có 1000 người chạy về Ngụy châu, tình hình lúc đó rất nguy ngập. Do Mã Toại và Lý Bão Chân bất hòa nên không phối hợp cùng nhau đuổi theo sát Điền Duyệt.
Trong khi đó Lý Duy Nhạc bị quân Đường đánh bại rồi bị thủ hạ Vương Vũ Tuấn giết chết. Lúc này Chu Thao và Vương Vũ Tuấn oán hận triều đình thưởng bạc, nên đến chỗ Điền Duyệt xin kết minh cùng chống nhà Đường, sau đó cử quân đến giải vây Ngụy châu. Ngày 9 tháng 12 năm 782, bốn trấn cùng nhau xưng vương: Chu Thao xưng là Kì vương, Điền Duyệt là Ngụy vương, Vương Vũ Tuấn là Triệu vương, Lý Nạp xưng Tề vương, Thao là minh chủ, xưng cô, ba người kia xưng là quả nhân. Nơi ở xưng là điện, mệnh lệnh gọi là lệnh, quần thần dâng thư gọi là tiên, vợ phong làm vương phi, con trai trưởng là thế tử, tuy nhiên vẫn dùng niên hiệu nhà Đường.
Nhà Đường liên tiếp gặp phải khó khăn. Cuối năm 783, quân Kinh Nguyên tạo phản, tôn Chu Thử làm minh chủ, Đường Đức Tông phải chạy về Phụng Thiên. Trước tình thế đó, vào ngày 27 tháng 1 năm 784, nhà vua phải hạ chiếu xá tội cho các trấn để tập trung đối phó Chu Thử. Chớp cơ hội này, bốn trấn tạo phản đều bỏ vương hiệu và xin thần phục. Không bao lâu sau nhà Đường diệt Chu Thử và Lý Hi Liệt chấm dứt chiến loạn. Lúc này lãnh thổ Ngụy Bác có 6 châu Ngụy, Bối, Bác, Tương, Vệ, Thiền và từ đây cho đến khi hết thời Đường, lãnh thổ này không có sự biến động nào đáng kể.

## Điền thị trung suy
Điền Duyệt dụng binh trong 4 năm, tuy có dũng mạnh kiêu hùng, sinh hoạt ăn uống và y phục có tiết độ, hạn chế sắc dục. Tuy nhiên tâm tính vốn vô mưu, bại binh liên tục, làm cho quân sĩ mười phần chết hết 7, 8; người Ngụy khổ ải. Em họ của ông là Điền Tự, con trai thứ sáu của Điền Thừa Tự vốn bất mãn với ông, do một sự việc tình cờ mà nảy ý tạo phản. Ngày 26 tháng 3 năm 784, Điền Tự cùng lực lượng của mình làm phản, giết chết Điền Duyệt và nắm quyền cai quản Ngụy Bác. Từ đó chư đạo ở Hà Bắc, việc tàn hại cốt nhục xảy ra thường xuyên. Triều đình nhà Đường đành phải công nhận ngôi vị của Điền Tự.
Trước kia, Điền Duyệt hạn chế sắc dục, sinh hoạt ăn uống có tiết độ. Đến khi Điền Tự lên thay thì thay đổi hẳn. Ông lãng phí của cải, tửu sắc vô độ, sức khỏe do đó ngày càng suy nhược. Mùa hạ năm 796, Điền Tự đột ngột qua đời. Vợ ông là Gia Thành công chúa nhà Đường không sinh được con trai, trong khi những người thiếp khác sinh cho Điền Tự ba người con là Điền Quý Hòa, Điền Quý Trí và Điền Quý An. Quý An nhỏ tuổi nhất nhưng được công chúa nuôi làm con, vì thế trở thành người kế tự ở Ngụy Bác.
Sau khi công chúa Gia Thành qua đời, không còn ai kiềm chế, Điền Quý An trở nên tàn nhẫn, hung bạo và khắc nghiệt, thậm chí bày ra việc chôn sống người vô tội. Thấy Quý An không lo chính sự, ăn xài xa xỉ, lại thích giết người nên người chú họ của ông là Điền Hưng tìm lời can ngăn, Quý An lo sợ thế lực của Điền Hưng quá lớn đi, nên đổi làm Lâm Thanh trấn tướng, dự định giết chết ông ta trên đường đi nhận chức. Điền Hưng lo sợ nên giả vờ bị bại liệt tay chân nên thoát nạn.
Năm 812, Điền Quý An qua đời. Người con trai của ông là Điền Hoài Gián khi đó mới có 11 tuổi. Do Điền Hoài Gián còn nhỏ tuổi, chính vụ giao cho thân tín Tưởng Sĩ Tắc giải quyết. Sĩ Tắc chỉ tín nhiệm những người cùng cánh với mình và âm mưu loại bỏ những người khác, khiến quân sĩ bất mãn. Họ bèn cùng nhau ủng hộ Đô tri binh mã sử Điền Hưng làm thống soái, đổi tên là Điền Hoằng Chánh. Họ Điền kết thúc vai trò của mình tại đất Ngụy sau gần 50 năm.

## Quy phục triều đình
Điền Hoằng Chánh thấy tình thế lúc đó, nhà Đường đang có kế sách diệt thế lực phiên trấn nên chủ trương thần phục trung ương. Ông sai sứ đến Trường An nộp sổ sách và lược đồ 6 châu ở Ngụy Bác. Vua Đường Hiến Tông rất phấn khởi, lập tức sai Bùi Độ đến tiết việt cho ông ngay lập tức và trích tiền thưởng cho quân sĩ Ngụy Bác. Khi Bùi Độ tới Ngụy châu, Điền Hoằng Chánh cho tiếp đón trọng thể và tỏ thái độ tôn trọng khi đàm đạo với Độ, lại trình bày công việc trong trấn cho Độ nghe. Bùi Độ sau đó thay mặt triều đình ban cho quân sĩ Ngụy Bác tiền 1.500.000 lạng. Ông còn thuyết phục Tiết độ phó sứ Bùi Chứng và hơn 90 tướng chấp nhận nộp khoản tiền thuế trong suốt 16 năm cai trị của Điền Quý An mà trấn Ngụy Bác đã không nộp lên nhà Đường.
Những năm tiếp theo, Điền Hoằng Chánh hỗ trợ quân đội nhà Đường dẹp các phiên trấn tạo phản. Năm 814, Tiết độ sứ Chương Nghĩa Ngô Nguyên Tế kháng mệnh, Điền Hoằng Chánh cũng sai con là Điền Bố dẫn 3000 binh tới hỗ trợ quân trung ương. Về sau do Tiết độ sứ Thành Đức Vương Thừa Tông thừa cử quân quấy phá, Điền Hoằng Chánh được lệnh đóng quân tại Bối châu để chuẩn bị đánh cả Thành Đức.
Năm 817, Ngô Nguyên Tế bị đánh bại, đất Dĩnh Thái trở về với nhà Đường. Quân Đường chuyển sang đối phó với tiết độ sứ Bình Lư Lý Sư Đạo. Mùa đông năm 818, lại có chiếu cho Điền Hoằng Chánh cùng tiết độ sứ các trấn Tuyên Vũ, Nghĩa Thành, Vũ Ninh, Hoành Hải ra quân trợ giúp triều đình. Quân Ngụy vượt Hoàng Hà tiến xuống phía nam. Tháng 1 năm 819, Hoằng Chánh tự suất quân từ Dương Lưu vượt Hà Trúc Lũy, cách Vận châu 40 dặm. Lý Sư Đạo cử đại tướng Lưu Ngộ ra đối lũy chống cự. Liên quân của ông và Lý Tố, Lý Quang Nhan ba mặt tiến công, quân giặc thua to. Sau đó Lưu Ngộ tạo phản, giết Lý Sư Đạo và đón quân Ngụy vào Vận châu, 12 châu đất Tề-Lỗ được bình định.
Mùa thu năm 819, Điền Hoằng Chánh vào Trường An yết kiến thiên tử, Nhà Vua đặc biệt ưu đãi, ban thưởng cho cả tùy tùng đi theo, lại phong cho ông chức quan cao. Điền Hoằng Chánh lo sợ rằng một mai mình quy tiên thì tướng sĩ sẽ ủng hộ con cháu, huynh đệ mình lên kế nhiệm, nên gửi hết bọn họ lại Trường An. Hiến Tông ban cho chức vị cao trong triều. Giai đoạn 812 - 821 là thời gian mà triều đình nhà Đường có thể lấy lại ảnh hưởng tại Ngụy Bác.

## Tiếp tục li khai
Năm 820, Vương Thừa Tông qua đời, em là Vương Thừa Nguyên trả ấn lại cho triều đình. Vua Mục Tông hạ chiếu: dời Điền Hoằng Chánh làm tiết độ sứ Thành Đức, cai quản tứ châu Trấn Ký Thâm Triệu; Lý Tố tiếp quản Ngụy Bác. Tuy nhiên Điền Hoằng Chánh mất lòng quân sĩ Thành Đức. Đêm ngày 29 tháng 8 năm 821, Đô tri binh mã sử Vương Đình Thấu tạo phản, cùng với binh sĩ dưới quyền kéo đến phủ đệ của Điền Hoằng Chánh,sát hại ông cùng với gia thuộc ở đất Triệu và thân tín, tham tá, tổng cộng hơn 300 người. Vương Đình Thấu nắm quyền cai quản đất Triệu.
Triều đình nhà Đường quyết định thảo phạt Vương Đình Thấu. Không lâu sau Lý Tố qua đời, bèn dùng con Hoằng Chánh là Điền Bố làm Tiết độ sứ Ngụy Bác. Điền Bố quyết tâm đánh Triệu để báo thù cho phụ thân, tuy nhiên chiến dịch nhanh chóng rơi vào bế tắc. Bộ tướng Sử Hiến Thành có dã tâm làm phản, kích động quân sĩ nổi lên phản đối. Mùa xuân năm 822, có chiếu để Điền Bố dẫn lực lượng của mình đến trại tiết độ sứ Trung Vũ để tấn công Trấn châu từ phía đông, phần lớn binh sĩ đã bỏ trốn khỏi trại và đến chỗ Sử Hiến Thành. Điền Bố khi đó chỉ còn trong tay 8000 quân và buộc phải quay trở về Ngụy châu. Ông bàn bạc với các tướng sĩ về việc ra quân lần nữa, tướng sĩ ép ông phải li khai với triều đình. Điền Bố phẫn uất tự sát. Sử Hiến Thành được tin liền dẫn quân về Ngụy châu. Được sự ủng hộ của các tướng sĩ, ông tự sự là Ngụy Bác quân tiết độ sứ, tiếp tục li khai với chính quyền trung ương.

## Họ Hà nắm quyền
Sau thất bại của tiết độ sứ Hoành Hải Lý Đồng Tiệp thất bại trước quân đội triều đình năm 829, Sử Hiến Thành theo lời con là Sử Hiếu Chương, quyết định quy phục triều đình. Mùa xuân năm 829, Sử Hiến Thành sai Sử Hiếu Chương đến Trường An giao lại ấn tín, trả lại 6 châu Ngụy Bác. Đường Văn Tông chia Ngụy Bác làm hai phần, giao cho Sử Hiếu Chương ba châu Tương, Vệ và Thiền, chuyển Sử Hiến Thành làm Tiết độ sứ Hà Trung, phần còn lại của Ngụy Bác giao cho Lý Thính.
Sử Hiến Thành trước khi chuyển sang Hà Trung còn có ý định vét của cải Ngụy Bác để làm giàu riêng. Quân sĩ trong trấn được tin thì rất tức giận, họ cùng nhau tôn Nha nội đô tri binh mã sử Hà Tiến Thao làm minh chủ, tiến vào phủ giết Sử Hiến Thành. Khi Lý Thính đặt chân đến thì bị quân của Hà Tiến Thao đánh bại phải trở về. Sau đó nhà Đường buộc phải đồng ý công nhận Hà Tiến Thao làm Tiết độ sứ toàn bộ 6 châu của Ngụy Bác. Hà Tiến Thao cai trị Ngụy Bác 11 năm, rất được lòng quân dân. Năm 840, ông qua đời. Ngôi tiết độ sứ được truyền cho người con trai trưởng là Hà Hoằng Kính.
Lúc này trấn Ngụy Bác vẫn tỏ ra cung phụng chính quyền trung ương, thường hay giúp quân cho các chiến dịch quân sự mà nhà Đường tiến hành. Năm 843, nhân tiết độ sứ Chiêu Nghĩa Lưu Tòng Gián qua đời, cháu là Lưu Chẩn tự ý nắm quyền nhưng không được triều đình công nhận. Đường Vũ Tông cùng tể tướng Lý Đức Dụ triệu tập quân đội các lộ Ngụy Bác, Thành Đức, Lư Long và các trấn xung quanh cùng ra quân thảo phạt, hứa sẽ chấp thuận để ba trấn Hà Bắc giữ lệ phụ truyền tử kế. Do đó, Hà Hoằng Kính ra quân hỗ trợ trung ương, kết quả đánh bại được quân Chiêu Nghĩa năm 844.
Hà Hoằng Kính qua đời vào năm 866, con là Hà Toàn Hạo kết tục chức Tiết độ sứ. Năm 868, Hà Toàn Hạo cử quân hỗ trợ nhà Đường đánh diệt phản quân Từ châu do Bàng Huân chỉ huy. Quân Ngụy Bác bị quân Từ châu đánh bại, song cuộc khởi nghĩa Bàng Huân vẫn nhanh chóng bị dập tắt.

## Thế lực nha binh
Ngay từ khi trấn nhậm Ngụy Bác, Điền Thừa Tự đã tập trung xây dựng lực lượng quân đội hùng mạnh để đối phó với chính quyền trung ương. Những năm tiếp theo, thế lực của nha binh từng bước lớn mạnh, cam thiệp sâu vào việc nội bộ và lật đổ nhiều đời Tiết độ sứ. Vào năm 870, quân sĩ biết chuyện Toàn Hạo có ý cắt giảm chi phí ăn uống và quân phục của họ, bèn liên thủ làm phản. Toàn Hạo được tin, nhảy lên ngựa bỏ trốn, quân sĩ đuổi theo, bắt được và giết ông. Họ Hà cai trị Ngụy Bác được 51 năm qua 3 đời. Đại tướng Hàn Doãn Trung được ủng hộ lên làm Tiết độ sứ Ngụy Bác.
Hàn Doãn Trung qua đời, con là Hàn Giản nối nghiệp (874). Lúc bấy giờ triều đình nhà Đường ngày một suy yếu, phong trào nông dân khởi nghĩa bùng lên; trong đó tiêu biểu nhất là cuộc nổi loạn của Vương Tiên Chi và Hoàng Sào. Năm 881, Hoàng Sào chiếm Trường An, tự xưng là hoàng đế Đại Tề. Đường Hi Tông kinh hoàng bỏ chạy về Thành Đô. Thấy đất nước rối loạn, Hàn Giản tìm cách mở rộng phạm vi thế lực của mình bằng cách tấn công vào các trấn xung quanh là Hà Dương, Chiêu Nghĩa và Thiên Bình. Tuy nhiên chiến dịch này bị Gia Cát Sảng đánh bại, bản thân Hàn Giản bị nha quân giết chết hoặc chết do tức giận (883). Tướng dưới quyền Nhạc Ngạn Trinh thu quân về Ngụy châu, tự xưng là lưu hậu ở Ngụy Bác. Họ Hàn kể từ Hàn Doãn Trung đến Hàn Giản, cai trị đất Ngụy chỉ có 13 năm.
Nhạc Ngạn Trinh kiêu căng tự đại. Khi đã vững chắc trên ngôi vị Tiết độ sứ Ngụy Bác, ông bắt lính và dân phu để xây La thành bên trong thành Ngụy châu thật vững chắc; và huy động nhiều nhân lực, của cải đắp lại đê cũ ở Hoàng Hà có chu vi 80 lý, buộc họ phải hoàn thành trong một tháng, dân chúng và binh sĩ lấy làm bất bằng. Con trai Ngạn Trinh là Nhạc Tòng Huấn thiên tư bội nghịch, vào năm 884 khi tể tướng Vương Đạc đi ngang qua lãnh địa của mình đã cho quân phục kích giết Vương Đạc. Nhạc Ngạn Trinh tấu lên triều đình Trường An rằng Vương Đạc bị bọn cướp hại chết. Lúc bấy giờ triều đình nhà Đường chẳng còn trong tay bao nhiêu lãnh thổ, không thể tiến hành điều tra gì; nhưng cũng do việc này mà binh sĩ trong trấn bất bình với cha con họ Nhạc.
Năm 888, Nhạc Tòng Huấn sợ binh sĩ nổi lên chống đối mình bèn chạy đến Tương châu. Tòng Huấn có được Tương châu liền thu thập tiền bạc, chuẩn bị binh mã, sai sứ đến Ngụy châu dâng vàng bạc và lụa khiến quân sĩ Ngụy châu nghi ngờ. Nhạc Ngạn Trinh lo sợ rằng quân sĩ sẽ nổi dậy chống lại mình bèn từ chức Tiết độ sứ, đến xuất gia tại chùa Long Hưng. Quân sĩ ủng hộ Triệu Văn Biện nắm quyền chỉ huy. Nhạc Tòng Huấn nghe tin cha mình bị phế truất liền đem 30.000 binh đến tấn công Ngụy châu. Triệu Văn Biện không dám chống lại, quân sĩ liền giết chết ông ta và ủng hộ La Hoằng Tín làm chủ soái. La Hoằng Tín dẫn quân xuất chiến, đánh bại và giết chết cha con Nhạc Ngạn Trinh. Chính quyền trung ương buộc phải công nhận ngôi vị Tiết độ sứ của họ La.

## La thị thần phục Lương
Cuối thời nhà Đường, thiên hạ quần hùng được dịp nổi lên. Lúc này trấn Ngụy Bác nằm giữa hai trấn lớn là Tuyên Vũ của Chu Ôn và Hà Đông của (Hậu) Đường Thái Tổ Lý Khắc Dụng. La Hoằng Tín ban đầu giữ thái độ trung lập, nhưng kể từ năm 896, La Hoằng Tín được tin quân đội của Thái Nguyên qua lãnh thổ của mình đã quấy phá cướp bóc dân chúng, nên ngả hẳn theo Chu Ôn (lúc này đã đổi tên thành Chu Toàn Trung). Ông cho quân mai phục đánh bại đại quân Thái Nguyên. Thái Nguyên rất tức giận, hai lần cử quân đánh Ngụy nhưng đều bị liên quân Lương-Ngụy đánh bại, từ đó thế lực của Thái Nguyên suy yếu hơn.
Tháng 10 năm 898, La Hoằng Tín qua đời. Quân trung ủng hộ người con trai trưởng của ông là La Thiệu Uy lên nắm quyền chỉ huy. La Thiệu Uy tiếp tục thực hiện chính sách của phụ thân là dựa vào Lương (Chu Toàn Trung) để kháng Tấn (Lý Khắc Dụng). Về sau Chu Toàn Trung khống chế thiên tử nhà Đường, dời đô từ Trường An về Lạc Dương (904), sau đó hạ sát Đường Chiêu Tông. La Thiệu Uy do vậy đã khiển một đội quân đến xây Thái Miếu ở Lạc Dương. Do việc này La Thiệu Uy được phong làm Nghiệp vương, trấn Ngụy Bác được đổi tên thành Thiên Hùng.
La Thiệu Uy từ lâu đã e ngại lực lượng nha binh, do đó quyết định nhờ quân Lương giúp mình. Năm 906, Chu Toàn Trung sai Lý Tư An đem 7 vạn lính tiến đến Thiên Hùng, giả xưng là viếng tang nhưng thực chất là bố trí mai phục. Lã Thiệu Uy và cùng tướng Lương Mã Tự Huân hợp binh tiến công nha quân, các binh sĩ nha quân cùng gia quyến bị giết hại lên tới 8000 hộ. Thế lực nha quân bị dẹp, song cũng kể từ đây Ngụy Bác quân ngày càng lệ thuộc vào nước Lương.

## Thời Hậu Lương, Hậu Đường
Năm 907, Chu Toàn Trung thoán ngôi nhà Đường, lập ra Ngụy Lương. La Thiệu Uy lại xưng thần với hắn ta. Năm 910, La Thiệu Uy bệnh mất, con là La Chu Hàn nối nghiệp tại Thiên Hùng. Năm 912, tướng trấn thủ Ngụy châu Dương Sư Hậu khởi binh đánh đuổi La Chu Hàn, giành quyền cai quản Thiên Hùng, chính quyền Hậu Lương đồng ý công nhận. Họ La ở đất Ngụy qua 24 năm, 3 đời chủ soái.
Năm 915, Dương Sư Hậu chết, ngụy hoàng đế Chu Hữu Trinh chia Thiên Hùng làm hai quân, lấy ba châu Ngụy Bối Bác làm Chiêu Đức quân do Hạ Đức Luân làm Tiết độ sứ; ba châu Tương Vệ Thiền giao cho Trương Quân. Tướng cũ của Dương Sư Hậu là Trương Ngạn không phục dẫn đầu binh sĩ kháng mệnh, bắt giam Hạ Đức Luân; sau đó dâng sáu châu Ngụy Bác đầu hàng Tấn quốc, về sau bị Hậu Đường Trang Tông hạ sát. Từ đây cả một vùng rộng lớn phía bắc Hoàng Hà đã rơi vào tay nước Tấn. Về sau năm 926, tướng Hoàng Phủ Huy tại Nghiệp Đô phát động binh biến, lập Triệu Tại Lễ làm lưu hậu, sử xưng là biến Nghiệp Thành. Trang Tông sai Lý Tự Nguyên đi đánh dẹp, Lý Tự Nguyên nhân đó làm phản, soán ngôi, tức là Hậu Đường Minh Tông. Đó là ghi chép cuối cùng trong sử sách về Ngụy Bác quân.

## Các đời Tiết độ sứ
- Điền Thừa Tự (763-779)
- Điền Duyệt (779-784)
- Điền Tự (784-796)
- Điền Quý An (796-812)
- Điền Hoằng Chánh (812-820)
- Lý Tố (820-821)
- Điền Bố (821-822)
- Sử Hiến Thành (822-829)
- Hà Tiến Thao (829-840)
- Hà Hoằng Kính (840-866)
- Hà Toàn Hạo (866-870)
- Đường Hi Tông (870-871)
- Hàn Doãn Trung (871-874)
- Hàn Giản (874-883)
- Nhạc Ngạn Trinh (883-888)
- La Hoằng Tín (888-898)
- La Thiệu Uy (898-910)[29]
- La Chu Hàn (910-912)
- Dương Sư Hậu (912-915)